# Катарач (Талицький міський округ)
Катара́ч (рос. Катарач) — село у складі Талицького міського округу Свердловської області.
Населення — 214 осіб (2010, 326 у 2002).
Національний склад станом на 2002 рік: росіяни — 96 %.